# Шоколадово блокче
Шоколадово блокче (на английски: chocolate bar) (на български по-често наричано само шоколад, рядко се среща и шоколадов бар) е общо наименование за сладкарски изделия, характеризиращи се с правоъгълна форма и подобни съставки, основните сред които са какао на прах, какаово масло, захар и мляко. Срещат се разновидности от млечен, тъмен или бял шоколад. Възможно е да съдържат още емулгатори (например соев лецитин) и аромат на ванилия.